# تسلا مودل 3
تسلا مودل 3 أي طراز 3 هو نموذج سيارة فاخر كهربائي متوسط الحجم ذو أربعة أبواب تصنعه تسوقه شركة تيسلا موتورز. ووفق مسؤولي تسلا، المودل 3 العادي يقدم مسافة 220 ميل (350 كـم) طبقا لقياس وكالة حماية البيئة الأميركية و النموذج طويل المدى يقدم مسافة 300 ميل (480 كـم). 

## الامان
الامان والسلامة، بنيت هذه السيارة من اجل السلامة وهي أهم جزء في التصميم للطراز 3, الهيكل المعدنى هو مزيج من الالومنيوم والفولاذ، لاقصى قوه في كل منطقه، وفي اختبار تكسير السقف، قاوم هذا الطراز كتلته اربعه اضعاف. حتى مع سقف زجاجى بالكامل، وهو نفس وزن فيلان أفريقيان كاملان النمو.

## الاداء
تاتى موديل 3 باقصى تسارع، مزودا بخيار الدفع الرباعى ثنائى المحرك، وعجلات تربينيه مقاس 20 بوصه ومكابح عاليه الاداء، ونظام تعليق منخفض للتحكم الكامل في جميع الظروف الجويه، كما يعمل الجناح المصنوع من الياف الكربون على تحسين الاستقرار عند السرعات العاليه، مما يسمح للطراز 3 بالتسارع من 0 إلى 60 ميل في الساعة في اقل من 3.1 ثانيه.

## المدى
تعتبر سيارة تسلا موديل 3 من أكثر السيارات التي تقطع مسافة كبيرة قبل إعادة شحنها، وتختلف المسافة حسب الطقس، وهذا جدول يوضح المدى حسب الطقس مقتبس من موقع متخصص في مواصفات السيارات.
| الجو ونوع الاستعمال          | مدى السيارة |
| ---------------------------- | ----------- |
| المدينة - الطقس البارد       | 440 كيلومتر |
| الطريق السريع - الطقس البارد | 330 كيلومتر |
| مجتمعة - طقس بارد            | 385 كيلومتر |
| المدينة - طقس معتدل          | 665 كيلومتر |
| الطريق السريع - طقس معتدل    | 430 كيلومتر |
| مجتمعة - طقس معتدل           | 530 كيلومتر |

## البطارية
تم انتاج او طراز من تسلا موديل 3 ببطارية الليثيوم بقدرة 50 كيلو وات في الساعة والتي توفر مدى 220 ميلا ما يعادل 350 كيلو متر، وهدا في النسخة المبدئية من السيارة، حيث ان هناك بطارية اختيارية تصل سعتها الى 75 كيلو وات في الساعة والتي توفر 310 ميل ما يعادل 500 كيلو متر في الشحنة الواحدة، تزيد وتنقص على حسب نوع الطقس.